# Moed Katan
Moed Katan (en hebreu: מועד קטן) és l'onzè tractat de l'ordre de Moed de la Mixnà i el Talmud. Aquest tractat parla sobre les lleis dels dies festius entre Péssah i Sukkot (tots dos festivals duren una setmana). Aquests dies també es coneixen com a Chol HaMoed. El tractat Moed Katan també parla sobre les lleis del dol en el judaisme. Consta de només tres capítols, té una Guemarà al Talmud de Babilònia i al Talmud de Jerusalem.

## Activitats permeses enChol HaMoed
La Mixna Berura resumeix els principis importants de Moed Katan. En aquest llibre s'enumeren les activitats permeses en Chol HaMoed:
- Davar HaAved: es pot treballar per evitar una pèrdua (per exemple, si un venedor pot perdre una mercaderia per deixar de treballar).

- Tzarchei Moed: només el treball que no requereix certa habilitat es pot fer en Chol HaMoed, però fins i tot el treball que requereix certa habilitat es pot fer si és necessari per menjar en un dia de Moed. Si una persona no té res per menjar, aleshores està permès treballar en Moed.

- Tzarchei Rabim: aquestes són les activitats que es porten a terme en benefici del públic, i que es poden fer en Chol HaMoed.

- Maaseh Hediot: aquest és el treball que no requereix una certa habilitat i es permès en Moed.